# Les Élans du cœur (chanson)
Pour les articles homonymes, voir Les Élans du cœur, Élan (homonymie) et Cœur (homonymie).
Singles de France Gall
La Chanson d'Azima
(1988) Superficiel et léger
(1992)
Clip vidéo
[vidéo] « France Gall - Les élans du coeur (clip) », sur YouTube
Les Élans du cœur est une chanson française d'amour tube de l'auteur-compositeur-interprète Michel Berger, pour son album Double Jeu de 1992, interprétée en duo de couple avec France Gall, de leur label Apache.

## Historique
Après seize ans de mariage, le couple France Gall et Michel Berger s'unit artistiquement pour la première fois en 1992, pour leur premier et ultime album en duo de leurs longues carrières respectives, et tournent ensemble le clip du titre-phare Laissez-passer les rêves. Michel Berger a écrit et composé quelques-unes des plus belles chansons d'amour de la chanson française. Après Attends-moi de son album Michel Berger de 1973, il écrit et compose sa première chanson La Déclaration d'amour pour France Gall en 1974, pour le premier album studio France Gall de 1976 (qu'il produit pour elle) puis son titre et album Que l'amour est bizarre de 1975... Ils se marient le 22 juin 1976 pour l'amour et la musique. Après leur Besoin d'amour de opéra-rock Starmania de 1979, et La minute de silence de l'album Voyou de 1983..., Michel compose et écrit en 1992 cette nouvelle chanson « Les Élans du cœur » sur le thème du cœur et des sentiments amoureux, pour leur album Double Jeu publié le 12 juin 1992 (vendu à 700 000 exemplaires). « Les élans du cœur, a.m.o.u.r., M comme dans mystère, Pour plus toucher terre, M comme millénaire, Y a qu'à laisser faire... ». Le couple donne un premier concert privé le 22 juin 1992 au club de jazz New Morning de Paris, jour de leur seizième anniversaire de mariage, puis prévoit de débuter une tournée mondiale à la Cigale de Paris, pour l'achever au Palais omnisports de Paris-Bercy. À la suite des préparatifs difficiles, épuisants de l'album Double Jeu, Michel disparaît d'un arrêt du cœur tragique prématuré le 2 août de cette même année, durant ses vacances dans leur villa de Ramatuelle, moins de deux mois après la sortie de l'album. France Gall assure seule la tournée de concerts en France, Suisse, et Belgique. Les Élans du cœur fait également partie des albums Simple je – Rebranchée à Bercy et Simple je – L'Intégrale Bercy de 1993.